# Tyrion Davis-Price
Tyrion Davis-Price (Baton Rouge, 23 ottobre 2000) è un giocatore di football americano statunitense che milita nel ruolo di running back per i Philadelphia Eagles della National Football League (NFL).

## Carriera

### San Francisco 49ers
Davis-Price al college giocò a football a LSU, vincendo il campionato NCAA nel 2019. Fu scelto dai San Francisco 49ers nel corso del terzo giro (93º assoluto) del Draft NFL 2022. Debuttò nella NFL subentrando nel secondo turno contro i Seattle Seahawks correndo 14 volte per 33 yard. La sua stagione da rookie si concluse con 99 yard corse in 6 presenze, nessuna delle quali come titolare.

### Philadelphia Eagles
Il 20 febbraio 2024 Davis-Price firmò con i Philadelphia Eagles. Fu svincolato il 27 agosto dopo di che rifirmò con la squadra di allenamento.

## Palmarès
- Super Bowl : 1

Philadelphia Eagles: LIX
- National Football Conference Championship: 2

San Francisco 49ers: 2023
Philadelphia Eagles: 2024